# Tussen zomer en winter
Tussen zomer en winter is het vierde album van Rob de Nijs, verschenen in april 1977. Het album bevat de grote hit Het werd zomer. Daarnaast werden de nummers Ik laat je vrij, Bier is bitter en In de winter op single uitgebracht.

## Tracklist
Hieronder het overzicht van de nummers op het album.
| Nr. | Titel                       | Lengte |
| --- | --------------------------- | ------ |
| 1   | Het werd zomer              | 4:11   |
| 2   | De Efteling                 | 5:13   |
| 3   | Vader                       | 2:36   |
| 4   | Ik laat je vrij             | 4:01   |
| 5   | De meermin                  | 3:59   |
| 6   | Ik zal je iets vertellen    | 4:16   |
| 7   | Seizoenen                   | 4:16   |
| 8   | Lome dag                    | 4:02   |
| 9   | Bier is bitter              | 2:58   |
| 10  | Vraag me niet waarom        | 3:10   |
| 11  | Lied van de oudere minnaars | 4:42   |
| 12  | In de winter                | 3:22   |

## Songs van anderen
- Het werd zomer is een vertaling van Und es war Sommer van Peter Maffay. Dat was weer een cover van Bobby Goldsboro's Summer the First Time.
- Lome dag is de eerste Nederlandstalige versie van Lou Reed's Perfect Day.
- De Efteling is een Nederlandse versie van het Beach Boys-nummer Disney Girls (1957)
- Ik zal je iets vertellen is een cover van het nummer dat Boudewijn de Groot uitvoerde op Hoe sterk is de eenzame fietser.
- In de winter is een vertaling van In the Winter van Janis Ian.
- Ik laat je vrij is een vertaling van Entre' elle et moi van Claude-Michel Schoenberg.
- Lied van de oudere minnaars is een vertaling van La chanson des vieux amants van Jacques Brel.